# Gettysburg (Pennsylvanie)
Pour les articles homonymes, voir Gettysburg.
Gettysburg est un borough de l'État de Pennsylvanie, aux États-Unis. La ville est le siège du comté d'Adams. Lors du recensement de 2010, elle comptait 7 620 habitants.

## Histoire
La ville de Gettysburg a été fondée en 1786. Elle est depuis longtemps un carrefour de routes : Baltimore est à 52 miles (84 km), Washington à 90 miles (145 km) et New York à 266 miles (367 km).
Durant la guerre de Sécession, la ville a été, du 1er au 3 juillet 1863, le théâtre de la bataille de Gettysburg et en novembre 1863, au Soldier's National Cemetery, Abraham Lincoln y prononça le discours de Gettysburg.
Durant la Première Guerre mondiale, Gettysburg a abrité un camp d'entraînement pour les chars, le camp Colt. Son jeune commandant était Dwight D. Eisenhower, plus tard général en chef de l'armée américaine et commandant de toutes les armées alliées contre l'Allemagne nazie durant la Seconde Guerre mondiale.
Depuis 1987, la ville est jumelée à la ville de León, au Nicaragua.

## Jumelages
- León (Nicaragua) depuis 1987.
- Sainte-Mère-Église (France) depuis 1993.
- Gettysburg, SD (États-Unis) depuis 1997.
- Morelia (Mexique) depuis 2004.
- Sekigahara (Japon) depuis 2016.